# Jumping All Over the World (альбом)
Jumping All Over The World (с англ. — «Прыгая по всему миру») — тринадцатый студийный альбом группы Scooter, издан 30 ноября 2007 года. Альбом стал вторым для группы в рамках «Четвёртой главы» творчества. Во второй раз в своей истории группа записала два студийных альбома за год (первый такой случай был в 1996 году). Альбом так же является своего рода экспериментом для группы, так как абсолютное большинство треков выполнено в стиле Happy Jumpstyle.

## Об альбоме
За всю историю музыкального мира Германии Scooter стали первыми, завоевавшими первое место в одном из самых престижных чартов мира — британском. Это стало большой неожиданностью так, как релизы группы не выпускались в Великобритании с 2003 года (последним синглом стал «Jigga Jigga!»), а сингл «The Question Is What Is The Question?», английский релиз которого был весной этого года, достиг только 49-е место в сингловом чарте продаж.
Limited издание альбома, вышедшее в Германии 3 октября 2008 года, включает в себя ремикс на хит «The Question Is, What Is The Question?» от Headhunterz, а также хиты группы, попадавшие в немецкий топ 10. Кроме того, прилагаются два DVD — с записью концерта в Берлине и со всеми 40 клипами группы. В Англии была издана Limited редакция альбома, первый диск включает в себя новую работу «Jump That Rock!» и сингловую версию трека «I’m Lonely» вместо обычной альбомной. Второй диск включает трек «Apache Rocks The Bottom», вместо «The Question Is What Is The Question? (Headhunters Remix)». Сингапурское издание альбома включает дополнительный диск, составленный из треков с синглов «The Question Is What Is The Question?» и «Jumping All Over The World»

## Песни
- В интродукции женский голос читает определение «Прыгания» («Jumping»), из одноимённой статьи в англоязычной Википедии.
- В треке «Whistling Dave», использован мотив русской народной песни «Коробушка», более известной на Западе как музыкальная тема игры «Тетрис».
- Песня «Marian (Version)» является кавером на The Sisters of Mercy. Как и в оригинальном тексте, один из куплетов поётся на немецком языке.
- В песне «I’m Lonely» использован семпл из песни «Lonely» группы «Felix Project»

## Варианты издания альбома
Музыка, слова, аранжировка — Эйч Пи Бакстер, Рик Джордан, Михаэль Симон, Йенс Теле. Текст — Эйч Пи Бакстер.

### Jumping All Over The World
1. The Definition (1:25) (Определение)
2. Jumping All Over The World (3:48) (Прыгая по всему миру)
3. The Question Is What Is The Question? (3:46) (Вопрос в том, что за вопрос?)
4. Enola Gay (3:59) (Энола Гей)[1]
5. Neverending Story (3:52) (Бесконечная история)
6. And No Matches (3:31) (И нет спичек)
7. Cambodia (5:23) (Камбоджа)
8. I`m Lonely (4:01) (Я одинок)
9. Whistling Dave (3:39) (Свистящий Дейв)
10. Marian (Version) (4:55) (Мариа́н (версия))
11. Lighten Up The Sky (6:19) (Осветите небо)[2]
12. The Hardcore Massive (4:25) (Массивный хардкор)
13. The Greatest Difficulty (0:20) (Наивысшая сложность)

### Jumping All Over The World — Limited Edition
CD1 (Jumping All over The World):

Обложка альбома «Jumping All Over the World - Whatever You Want» (2008)

1. The Definition (1:25) (Определение)
2. Jumping All Over The World (3:48) (Прыгая по всему миру)
3. The Question Is What Is The Question? (3:46) (Вопрос в том, что за вопрос?)
4. Enola Gay (3:59) (Enola Gay - это название американского бомбардировщика, с которого была сброшена атомная бомба на Хиросиму)
5. Neverending Story (3:52) (Бесконечная история)
6. And No Matches (3:31) (И нет спичек)
7. Cambodia (5:23) (Камбоджа)
8. I`m Lonely (4:01) (Я одинок)
9. Whistling Dave (3:39) (Свистящий Дэйв)
10. Marian (Version) (4:55) (Мэриэн (версия))
11. Lighten Up The Sky (6:19) (Осветите небо)
12. The Hardcore Massive (4:25) (Массивный хардкор)
13. The Greatest Difficulty (0:20) (Наивысшая сложность)

CD2 (The Complete Scooter Top Ten Anthology):
1. The Question Is What Is The Question? (Headhunters Remix) (5:54) (Вопрос в том, что за вопрос?)
2. One (Always Hardcore) (3:50) (Один (Всегда хардкор))
3. Shake That! (3:18) (Потряси этим!)
4. Jigga Jigga! (3:55) (Джигга-Джигга!)
5. Maria (I Like It Loud) (3:41) (Мария (Я люблю ЭТО громко))
6. The Night (3:24) (Ночь)
7. Weekend! (3:32) (Выходной!)
8. Nessaja (3:29) (Нессайя)
9. Ramp! (The Logical Song) (3:55) (Логическая песня)
10. Posse (I Need You On The Floor) (3:50) (Народ (Ты мне нужен на танцполе))
11. Faster Harder Scooter (3:42) (Быстрее Круче Скутер)
12. How Much Is The Fish? (3:45) (Почём рыба?)
13. Fire (3:32) (Огонь)
14. I’m Raving (3:36) (Я рейвлю)
15. Rebel Yell (3:41) (Крик бунтаря)
16. Back In The U.K. (3:24) (Назад в С. К.)
17. Endless Summer (3:56) (Бесконечное лето)
18. Friends (3:51) (Друзья)
19. Move Your Ass! (4:00) (Двигай попой!)
20. Hyper Hyper (3:35) (Гипер Гипер)

### Jumping All Over the World - Whatever You Want (Standart edition)
1. The Definition (1:25)
2. Jumping All Over The World (3:48)
3. The Question Is What Is The Question? (3:46)
4. Enola Gay (3:59)
5. Neverending Story (3:52)
6. And No Matches (3:31)
7. Cambodia (5:23)
8. I`m Lonely (Radio edit)(3:31)
9. Whistling Dave (3:39)
10. Marian (Version) (4:55)
11. Lighten Up The Sky (New version) (5:42)
12. The Hardcore Massive (4:25)
13. The Greatest Difficulty (0:20)
14. Bloodhound Gang - Weekend! (Bonus Section Hands On Scooter)
15. K.I.Z. - Was Kostet Der Fisch? (Bonus Section Hands On Scooter)
16. Sido - Beweg Deinen A###h (Bonus Section Hands On Scooter)
17. Modeselektor feat. Otto von Schirach - Hyper Hyper (Bonus Section Hands On Scooter)
18. Jan Delay & Moonbootica – I'm Raving (Bonus Section Hands On Scooter)
19. Andreas Dorau - Aiii Shot The DJ (Bonus Section Hands On Scooter)
20. Klostertaler – Friends (Bonus Section Hands On Scooter)

CD2
1. Scooter vs. Status Quo - Jump That Rock (Whatever You Want)(3:24)
2. One (Always Hardcore) (3:50)
3. Shake That! (3:18)
4. Jigga Jigga! (3:55)
5. Maria (I Like It Loud) (3:41)
6. The Night (3:24)
7. Weekend! (3:32)
8. Nessaja (3:29)
9. Ramp! (The Logical Song) (3:55)
10. Posse (I Need You On The Floor)
11. Faster Harder Scooter (3:42)
12. How Much Is The Fish? (3:45)
13. Fire (3:32)
14. I’m Raving (3:36)
15. Rebel Yell (3:41)
16. Back In The U.K. (3:24)
17. Endless Summer (3:56)
18. Friends (3:51)
19. Move Your Ass! (4:00)
20. Hyper Hyper (3:35)
21. Scooter vs. Sheffield Jumpers - Jump With Me (3:47)

### Jumping All Over the World - Whatever You Want (Premium edition)
CD1 Standart
CD2 Standart
DVD Scooter live in Berlin
1. Intro
2. Call Me Mañana
3. Jumping All Over The World
4. The Question Is What Is The Question?
5. I’m Raving
6. Weekend!
7. And No Matches
8. Jump That Rock
9. No Fate
10. Jumpstyle Medley feat Sheffield Jumpers
11. Fuck The Millennium
12. Aiii Shot The DJ
13. Nessaja
14. How Much Is The Fish?
15. I’m Lonely
16. One (Always Hardcore)
17. Jigga Jigga!
18. Maria (I Like It Loud)
19. Hyper Hyper!

### Jumping All Over the World - Whatever You Want (Limited Deluxe edition)
CD1 Standart
CD2 Standart
DVD1 Scooter live in Berlin
DVD2 The Complete Video Collection
- 40 Video от Hyper Hyper! по Jump That Rock (Whatever You Want)
- Limited Fan T-Shirt
- Autogrammkarte

## Награды и места в чартах
- Великобритания —  Платина,  Золото, 1
- Германия —  Золото, 9
- Ирландия —  Золото, 3
- Чехия — 29
- Австрия — 18
- Швейцария — 65

## Синглы
В качестве синглов уже вышли 4 композиции с альбома — «The Question Is What Is The Question?», «And No Matches» и сингл, аналогичный заглавному названию альбома — «Jumping All Over the World». В апреле 2008 года вышел четвёртый сингл с альбома — «I’m Lonely», причём он существенно отличается от альбомной версии (джмаповые ритмы в основном сменились на классическое трансовое звучание группы, голос припева был изменён).
| Название                                          | Трек-лист | Награды |
| ------------------------------------------------- | --- | --- |
| The Question Is What Is The Question (10.08.2007) | 1. «The Question Is What Is The Question? (Radio Edit)» (03:47) 2. «The Question Is What Is The Question? ('A Little Higher' Clubmix)» (06:01) 3. «The Question Is What Is The Question? (Extended)» (05:50) 4. «The Fish Is Jumping» (03:51) The Question Is What Is The Question? (Promo) для Британии. 1. Radio Edit (3:46) 2. Extended Mix (5:50) 3. Club Mix (6:02) 4. Flip & Fill Remix (5:50) 5. Micky Modelle Remix (6:49) 6. Headhunters Remix (5:54) 7. Alex K Remix (6:28) | - Австрия — 2 - Финляндия — 4 - Великобритания — 49 - Венгрия — 4 - Германия — , 5 - Нидерланды — 42 - Швейцария — 83 |
| And No Matches (23.11.2007)                       | 1. «And No Matches (Radio Edit)» (03:34) 2. «And No Matches (Fresh Off The Plane Club Mix)» (06:35) 3. «And No Matches (Extended Mix)» (05:37) 4. «Up In Smoke» (05:07) | - Германия — 9 - Австрия — 20 - Нидерланды — 62                                                                       |
| Jumping All Over the World (01.02.2008)           | 1. «Jumping All Over the World (Radio Edit)» (3:46) 2. «Jumping All Over The World (Extended Version)» (5:43) 3. «Jumping All Over The World (Jacques Renault Club Mix)» (5:56) 4. «Tribal Tango» (3:50) 5. «B.O.B.»(3:41) Jumping All Over The World для Британии. 1. Radio Edit (3:46) 2. Extended Mix (5:43) 3. Jacques Renault club mix 4. Alex K Remix 5. Fugitives 80’s Style Remix                                                                                             | - Германия — 15 - Австрия — 26 - Великобритания — 28                                                                  |
| I’m Lonely (19.04.2008)                           | 1. «I’m Lonely (Radio Edit)» (3:30) 2. «I’m Lonely — Dressed For Success Club mix» (5:00) 3. «I’m Lonely (Extended Version)» (5:53) 4. «Way Up North»(4:07) 5. «Video» + «Making of» + «Photos» CD single (2-track) 1."I’m Lonely (Radio Edit)" (3:30) 2. «I’m Lonely (Extended Version)» (5:53) I’m Lonely (Promo) для Британии. 1. Radio edit (3:30) 2. Extended (5:53) 3. Styles and Breeze remix 4. Flip and Fill remix 5.Alex K remix 6. Dressed For Success Club mix (5:00)     | - Германия — 8 - Австрия — 20                                                                                         |
| Jump That Rock (Whatever You Want) (26.09.2008)   | 1. «Jump That Rock (Whatever You Want)» (Radio Edit) (3:24) 2. «Jump That Rock (Whatever You Want)» (The Telecaster Club Mix) (5:52) 3. «Jump That Rock (Whatever You Want)» (Extended Mix) (5:08) 4. «The Hi Hat Song» (4:50) +5. The Video (3:24) - Ordinary version +6. Making The Video (4:20) | - Германия — 11 - Австрия — 19 - Швейцария — 79 - Нидерланды — 91                                                     |